# قصر غيونغبوك
قصر غيونغبوك (بالكورية: 경복궁) ويعرف أيضاً باسم قصر غيونغبوكغنغ. غيونغبوك هو القصر الملكي الأساسي في عهد سلالة جوسون في كوريا. بني القصر في سنة 1395 ويقع في شمال مدينة سول في كوريا الجنوبية. القصر هو أكبر قصور جوسون الخمسة والتي بنيت في هذه الفترة. كان القصر موطن ملوك جوسون وعائلاتهم ومقر الحكومة.
ظل القصر مستخدماً حتى احتراقه في حرب إمجن وترك مهجوراً بعد ذلك لقرنين. أعيد قرابة 7700 غرفة من القصر لاحقاً أثناء وصاية هنغسون دايوونغن خلال عهد الملك غوجونغ. أعيد أيضاً قرابة 500 مبنى على أرضٍ مساحتها 40 هكتاراً. أدخلت المبادئ المعمارية الكورية القديمة مع الشكل التقليدي للبلاط الملكي لجوسون.
في بدايات القرن العشرين دمر جزءٌ كبير من القصر على يد اليابان أثناء الاحتلال. بعد ذلك بدأت عملية إعادة القصر بشكل بطيء حتى اليوم. في وقتنا الحالي يعتبر القصر أحد أجمل القصور الخمسة. يضم القصر أيضاً متحف كوريا الوطني ومتحف الشعب الوطني.

## أعلام
- منجونغ ملك جوسون
- سيجو ملك جوسون
- تشونغهيون ملكة جوسون
- تشورن ملكة جوسون
- دانجونغ ملك جوسون